# چارلی کراسلی
چارلی کراسلی (انگلیسی: Charlie Crossley; ۱۷ دسامبر ۱۸۹۱ – ۲۹ آوریل ۱۹۶۵) بازیکن فوتبال بود.
از باشگاه‌هایی که در آن بازی کرده‌است می‌توان به باشگاه فوتبال اورتون و باشگاه فوتبال وستهام یونایتد اشاره کرد.